# Caquetá
Caquetá is een departement in het zuiden van Colombia. De hoofdstad van het departement is de stad Florencia. Er wonen 420.337 mensen in Caquetá (2005).

## Ernstig bedreigd aapje
In een klein deel in het zuidwesten van het departement komt een springaapje callicebus caquetensis voor. De soort, die genoemd is naar het departement en de rivier Caquetá, wordt met uitsterven bedreigd.

## Gemeenten
Het departement is ingedeeld in 16 gemeenten:
| Gemeente               | Inwoners |
| ---------------------- | -------- |
| Albania                | 6.036    |
| Belén de los Andaquies | 10.809   |
| Cartagena del Chairá   | 20.219   |
| Currillo               | 7.334    |
| El Doncello            | 18.732   |
| El Paujil              | 14.852   |
| Florencia              | 163.323  |
| La Montañita           | 15.725   |
| Milán                  | 7.421    |
| Morelia                | 3.580    |
| Puerto Rico            | 17.924   |
| San José del Fragua    | 9.363    |
| San Vicente del Caguán | 42.374   |
| Solano                 | 10.625   |
| Solita                 | 7.397    |
| Valparaíso             | 7.645    |

| Detailkaart |
| ----------- |
|             |